# José Ramón de Amézaga Botet
José Ramón de Amézaga Botet va ser alcalde franquista de Reus el 1939.
Fill de Restituto Amézaga, que havia fet molts diners a Cuba, administrava diverses finques familiars a Reus, com ara el Mas de Sedó, i era membre de la junta de la Comunitat de Regants del Pantà de Riudecanyes. D'ideologia dretana, va marxar de Reus el 1936, a l'inici de la guerra civil, i es va exiliar a Burgos, on va tenir diversos càrrecs menors. El 21 de gener de 1939 va ser nomenat alcalde de Reus per una ordre que va venir directament del quarter general del Generalísimo. Sota el seu mandat es van inventariar els edificis destruïts per les bombes i es van fer les primeres reparacions d'urgència als edificis públics: l'Ajuntament, l'Hospital, on es van reposar al mes d'abril, diversos materials sanitaris i les imatges religioses i hi van tornar a prestar servei les filles de la Caritat. Va rehabilitar l'escorxador i l'Institut de Puericultura, a més de desenrunar carrers. Pel mes de juny de 1939 va dimitir, segons sembla per un enfrontament amb el governador civil, ja que el regidor d'hisenda municipal, Conrad Oliva, va utilitzar els impresos administratius de l'etapa republicana, en català, amb un segell que deia "habilitado" per tal d'aprofitar-los. L'alcalde va ser multat pel comandant militar de Reus i va presentar immediatament la dimissió. Va morir a Madrid el 1956.